# Cats (film)
Cats är en brittisk-amerikansk musikalfilm från 2019 i regi av Tom Hooper som även skrivit manus tillsammans med Lee Hall. Filmen är baserad på musikalen med samma namn som i sin tur är baserad på diktsamlingen De knepiga katternas bok av T.S. Eliot från 1939. I de ledande rollerna finns Jennifer Hudson, Judi Dench, Ian McKellen och Rebel Wilson.

## Rollista
| - James Corden – Bustopher Jones - Judi Dench – Old Deuteronomy - Jason Derulo – Rum Tum Tugger - Idris Elba – Macavity the Mystery Cat - Jennifer Hudson – Grizabella the Glamour Cat - Ian McKellen – Gus "Asparagus" the Theatre Cat - Taylor Swift – Bombalurina - Rebel Wilson – Jennyanydots the Gumbie Cat - Francesca Hayward – Victoria the White Cat - Laurie Davidson – Mr. Mistoffelees - Robbie Fairchild – Munkustrap - Mette Towley – Cassandra - Steven McRae – Skimbleshanks | - Danny Collins – Mungojerrie - Naoimh Morgan – Rumpleteazer - Ray Winstone – Growltiger - Les Twins – Plato and Socrates - Jaih Betote – Coricopat - Jonadette Carpio – Jemima - Daniela Norman – Demeter - Bluey Robinson – Alonzo - Freya Rowley – Jellylorum - Ida Saki – Electra - Zizi Strallen – Tantomile - Eric Underwood – Admetus |

## Mottagande
Filmen har nominerats till en Golden Globe för Bästa sång. Filmen har sågats av många kritiker världen över.

### Priser och nomineringar
| Lista över priser och nomineringar | Lista över priser och nomineringar | Lista över priser och nomineringar | Lista över priser och nomineringar                                                                                              | Lista över priser och nomineringar | Lista över priser och nomineringar |
| Pris                               | Datum för ceremoni                 | Kategori                           | Mottagare och nominerade | Resultat                           |                                    |
| ---------------------------------- | ---------------------------------- | ---------------------------------- | --- | ---------------------------------- | ---------------------------------- |
| Golden Globe Awards                | 5 Januari 2020                     | Bästa originalsång                 | "Beautiful Ghosts" (Taylor Swift och Andrew Lloyd Webber)                                                                       | Nominerad                          |                                    |
| Golden Raspberry Awards            | 16 mars 2020                       | Sämsta film                        | Debra Hayward, Tim Bevan, Eric Fellner & Tom Hooper                                                                             | Vann                               |                                    |
| Golden Raspberry Awards            | 16 mars 2020                       | Sämsta regissör                    | Tom Hooper | Vann                               |                                    |
| Golden Raspberry Awards            | 16 mars 2020                       | Sämsta skådespelerska              | Francesca Hayward | Nominerad                          |                                    |
| Golden Raspberry Awards            | 16 mars 2020                       | Sämsta biroll                      | James Corden | Vann                               |                                    |
| Golden Raspberry Awards            | 16 mars 2020                       | Sämsta biroll-skådespelerska       | Judi Dench | Nominerad                          |                                    |
| Golden Raspberry Awards            | 16 mars 2020                       | Sämsta biroll-skådespelerska       | Rebel Wilson | Vann                               |                                    |
| Golden Raspberry Awards            | 16 mars 2020                       | Sämsta filmpar                     | De två hälften katt/hälften mänskliga hårbollarna                                                                               | Vann                               |                                    |
| Golden Raspberry Awards            | 16 mars 2020                       | Sämsta filmpar                     | Jason Derulo och hans datoranimerade-kastrerande "utbukning"                                                                    | Nominerad                          |                                    |
| Golden Raspberry Awards            | 16 mars 2020                       | Sämsta manus                       | Lee Hall & Tom Hooper Baserad på musikalen av Andrew Lloyd Webber, vilken var baserad på De knepiga katternas bok av T.S. Eliot | Vann                               |                                    |
| Nickelodeon Kids' Choice Awards    | 2 maj 2020                         | Favoritfilm skådespelerska         | Taylor Swift | Nominerad                          |                                    |